# نشيد جنوب إفريقيا الوطني
نشيد جنوب إفريقيا الوطني هو النشيد الوطني لجمهورية جنوب إفريقيا.

## الكلمات بالعربية
- أنا إفريقي ملتزم بمثُلي منهاجاً *** أنا إفريقي صابرُ علي دربي وأملي، ،
- ,,أنا رمز الافتخار والإقدام طبلاً *** وأنا شمس تضئ الأض إفلاقاً وإصباحاً
- ،، إفريقيا ترنو بمنالها للأمام *** ولا حاجز يصدهاعن الأحلام والآمال، ،
- ،، الله الوطن والشعب دبورة تعلوا *** علي الهمم والأهداف والأكتاف، ،
- ،، جنوب إفريقيا درة تزين وتكسو *** كل من فيها خضرة وملبساً، ،
- ،، لابد للقيد أن يفك حصاره تضرعاً *** ولا مناص أن تخطوا شعبها وثباً وترجلاً، ،